# Janice Randová
Janice Randová je fiktivní postava ze sci-fi světa Star Treku. Působí především jako pobočnice kapitána hvězdné lodi USS Enterprise.
Představitelkou Janice Randové byla Grace Lee Whitneyová, která jej hrála v první řadě původního seriálu Star Trek (1966). Roli si zopakovala v následujících celovečerních snímcích Star Trek: Film (1979), Star Trek IV: Cesta domů (1986) a Star Trek VI: Neobjevená země (1991). V roce 1996 hostovala také v díle „Vzpomínka“ seriálu Star Trek: Vesmírná loď Voyager.

## Životopis
Janice Randová pracovala na USS Enterprise jako pobočník kapitána Kirka. Tato práce spočívala v péči o kapitána při jeho vytížení, vedení agendy rozkazů určených k odsouhlasení a v neposlední řadě také být součástí některých výsadků, jako například v epizodě „Miri“.
Svou zásadnější roli sehrála v díle „Tajemný Charlie“, kdy se stala středem pozornosti pro mladého chlapce s nadlidskými schopnostmi. V celovečerních filmech pak vystupuje jako transportní důstojník, který má na starost obsluhu transportérů na hvězdné lodi.
Později také funguje jako komunikační důstojník na hvězdné lodi Excelsior, které velí kapitán Hikaru Sulu.

## Vývoj postavy
Postava Janice se objevuje pouze v první sezóně seriálu a to ještě sporadicky. Její poslední a malá seriálová role byla v epizodě „Jeho Veličenstvo vrah“. Není známo, z jakých důvodů byla postava ze seriálu nadobro odstraněna, avšak tvůrce Star Treku Gene Roddenberry ve svých pamětech uvádí za důvod prosté krácení rozpočtu.